# Eva Ortiz Vilella
Eva Ortiz Vilella (Oriola, 16 d'octubre de 1975) és una política valenciana, diputada a les Corts Valencianes en la VIII, IX, X i XI Legislatura, i senadora al Senat espanyol en la XV Legislatura. També va ser diputada al Parlament Europeu en la VII Legislatura.

## Biografia
Militant del Partit Popular (PP), Eva Ortiz ha estat regidora a l'ajuntament d'Oriola (Baix Segura) de 2003 a 2011, encarregant-se de les àrees d'urbanisme, foment, promoció industrial i habitatge. El 2009 entrà a formar part de les llistes del PP al Parlament Europeu no obtenint prou suport per a ser diputada. L'entrada en vigor del Tractat de Lisboa pel qual s'ampliava la composició de l'eurocambra en 18 membres permeteren l'accés d'Eva Ortiz el desembre de 2011. Abans però, el juny de 2011, havia sigut escollida diputada a les Corts Valencianes, càrrec del qual hagué de renunciar per incompatibilitat. No va poder renovar el seu escó a Brussel·les en les eleccions europees de 2014.
A les eleccions de 2019 tornà a les Corts Valencianes com a número dos de la síndica-portaveu del PP Isabel Bonig a qui va substituir al capdavant del grup parlamentari el maig de 2021 arran de la dimissió d'aquesta. La nova direcció del partit amb Carlos Mazón com a president regional del PP va situar el setembre d'aquell mateix any a Maria José Català com a portaveu parlamentària. Català també va rellevar a Ortiz com a secretària general del PP.
Ortiz va ser triada senadora al Senat espanyol a les eleccions generals de juliol de 2023 pel qual va renunciar a l'escó a les Corts Valencianes que havia revalidat poc abans a les eleccions de maig d'aquell mateix any.